# Mogens Lykketoft

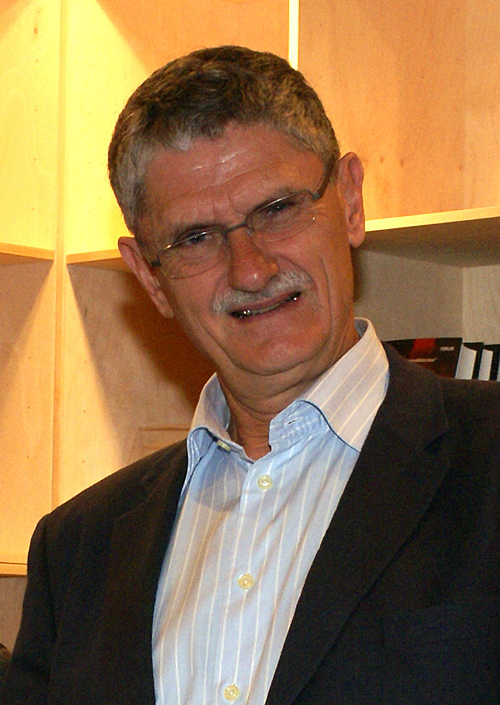
Mogens Lykketoft

Mogens Lykketoft, född 9 januari 1946 i Köpenhamn, är en dansk politiker. Han har varit utrikes-, skatte- och finansminister och var 2002–2005 partiledare för Socialdemokratiet. Mellan september 2015 och september 2016 var han ordförande för FN:s generalförsamling.
Lykketoft tog studenten vid Frederiksbergs gymnasium 1964 och masterexamen i statsvetenskap vid Köpenhamns universitet 1971. 
Han började arbeta vid Arbetarrörelsens ekonomiska råd 1966 och var avdelningschef där 1975–1981. Han har även varit sekreterare för danska LO:s kommittér om ekonomisk demokrati, skatter och företagspolitik. Han satt i ledningen för det socialdemokratiska studentförbundet Frit Forum 1965–1970 och var dess ledare 1968–1969. Han har varit med och utarbetat Socialdemokratiets principprogram. 
Han kom in i folketinget 1981 och blev skatteminister samma år och behöll den posten tills Socialdemokratiet förlorade valet året efter. Mellan 1988 och 1991 var hans partiets ekonomipolitiska talesman. När Socialdemokratiet återvann den politiska makten 1993 blev han finansminister, en post han behöll till 2000 då han istället blev utrikesminister, vilket han var under ett knappt år fram till att regeringen förlorade valet 2001.
Han blev partiledare för Socialdemokratiet 2002 och behöll posten till 2005, då han avgick efter att partiet förlorat valet 2005. Under mandatperioden 2011–2015 var han talman i folketinget.
Under flera år var han gift med tidigare kulturministern Jytte Hilden, men är numera omgift.